# Poustevníčkovití
Poustevníčkovití (Paguridae) představují čeleď rakovců z řádu desetinožci (Decapoda). Vzhledem se podobají zástupcům čeledi Diogenidae, avšak na rozdíl od nich mají pravé klepeto větší než levé. Většina postevníčkovitých také dosahuje o něco menší velikosti ve srovnání s druhy z čeledi Diogenidae. Je známo více než 550 druhů poustevníčkovitých, kteří jsou členěni do mnoha desítek rodů. Jejich zástupci nesou v češtině označení poustevníček (Pagurus), případně krab.
Poustevníčkovití žijí ve všech světových oceánech, od pobřežních oblastí až po hluboké moře. Z vybraných druhů lze jmenovat poustevníčka severského (Pagurus bernhardus) ze severního Atlantiku, Severního a Baltského moře. Spíše pozoruhodným druhem je poustevníček Pagurus prideaux, vyskytující se od Norska po Středozemní moře, jenž se vyznačuje mutualistickým vztahem se sasankou obrannou (Adamsia palliata). Poustevníček Pylopagurus discoidalis z východního pobřeží Severní Ameriky si volí jako úkryt prázdné schránky kelnatek. Zástupci rodu Paguritta zase žijí přisedle v rourkách rournatců a svými zpeřenými anténami lapají planktonní organismy.